# Lecidea apochroeella
Lecidea apochroeella är en lavart som beskrevs av William Nylander. 
Lecidea apochroeella ingår i släktet Lecidea och familjen Lecideaceae. Enligt den finländska rödlistan är arten starkt hotad i Finland. Arten är reproducerande i Sverige. Artens livsmiljö är skogar.